# Gyňov
Gyňov – wieś (obec) na Słowacji położona w kraju koszyckim, w powiecie Koszyce-okolice. Pierwsze wzmianki o miejscowości pochodzą z roku 1255. 
Według danych z dnia 31 grudnia 2012, wieś zamieszkiwało 619 osób, w tym 309 kobiet i 310 mężczyzn.
W 2001 roku pod względem narodowości i przynależności etnicznej 99,48% mieszkańców stanowili Słowacy, a 0,34% Ukraińcy.
Ze względu na wyznawaną religię struktura mieszkańców kształtowała się w 2001 roku następująco:
- Katolicy rzymscy – 84,71%
- Grekokatolicy – 6,7%
- Ewangelicy – 0,52%
- Ateiści – 2,75%
- Nie podano – 0,86%